# Chirurgija
Chirurgija (Хирургия) è un mediometraggio del 1939 diretto da Jan Borisovič Frid.